# 享保大火
享保大火（日语：／ Kyōhō no Taika */?），是發生於享保九年三月廿一日（公曆1724年4月14日），在日本攝津國大坂（今 大阪府大阪市）大規模火災。
当時大坂市街3分之2、11765棟房屋遭到燒毀、293人喪生。享保大火是大坂夏之陣、大阪大空襲之外，大阪史上最大規模火災。

## 參閱
- 『日本史小百科　22　災害』　荒川秀俊、宇佐美龍夫、近藤出版社、昭和60年